# Schalleria martii
Schalleria martii är en kvalsterart som beskrevs av Balogh och Sandór Mahunka 1974. Schalleria martii ingår i släktet Schalleria och familjen Microzetidae. Inga underarter finns listade i Catalogue of Life.